# Wates (Sindang Danau)
Wates is een bestuurslaag in het regentschap Ogan Komering Ulu Selatan van de provincie Zuid-Sumatra, Indonesië. Wates telt 521 inwoners (volkstelling 2010).